# Pungråttor

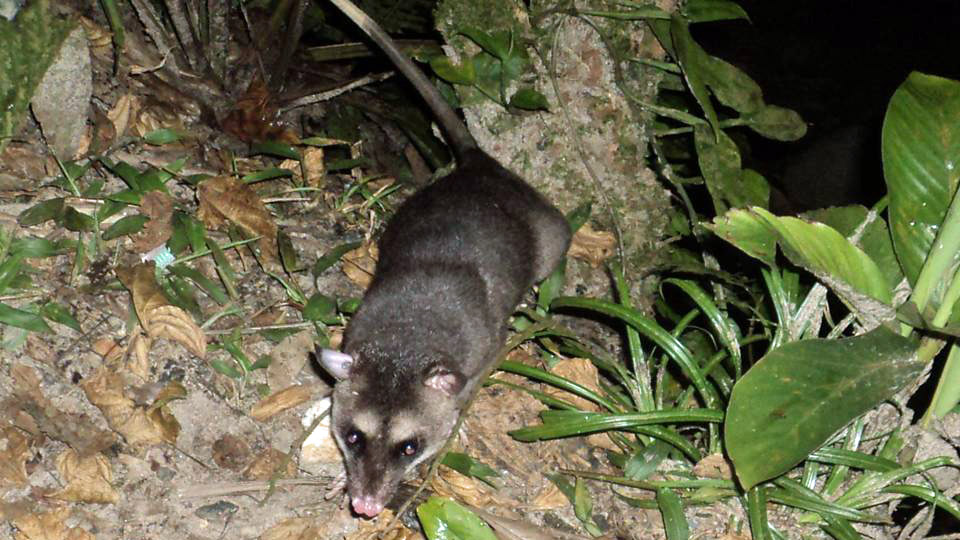
Art av släktet Philander.

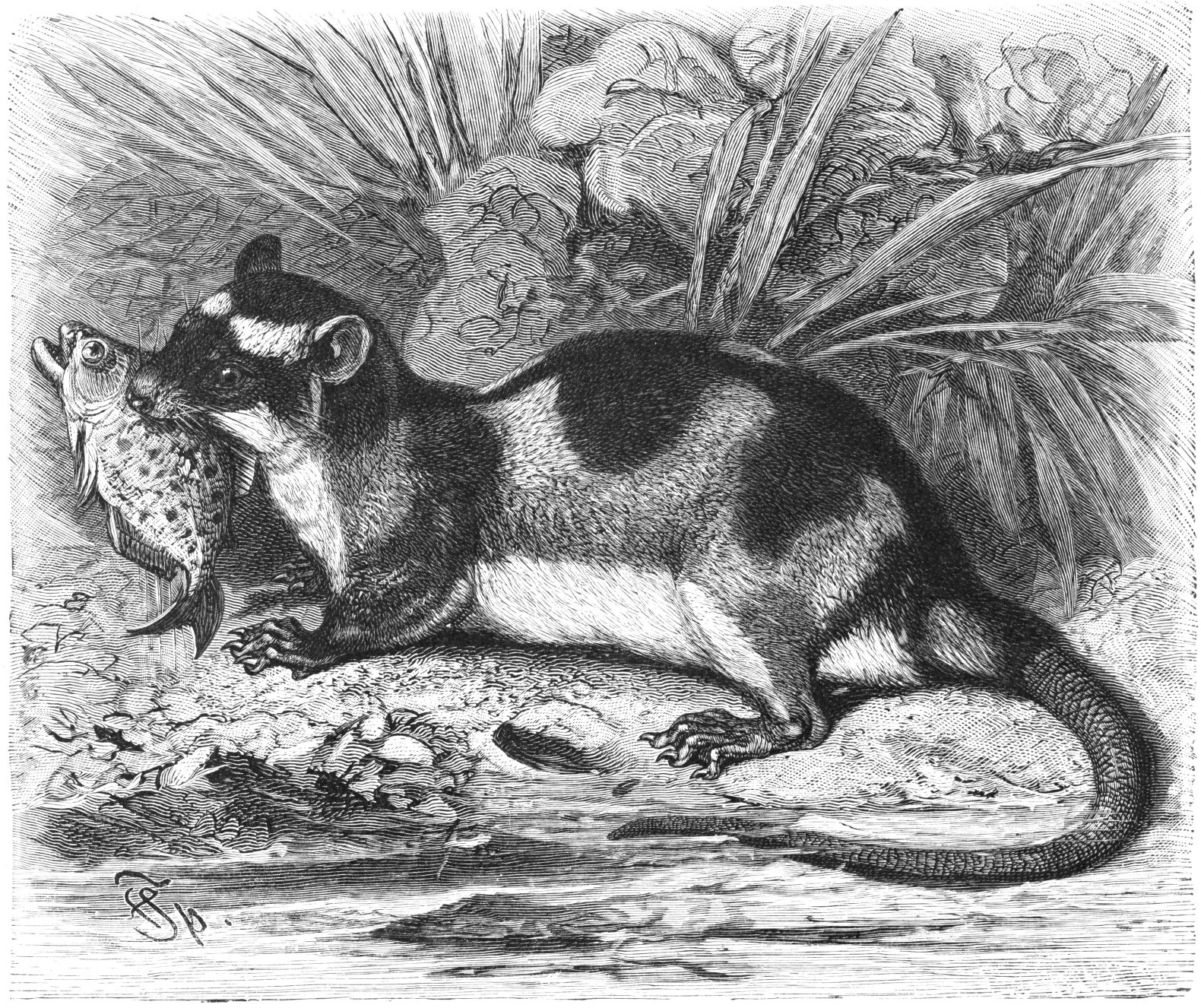
Punguttern lever främst i vatten.

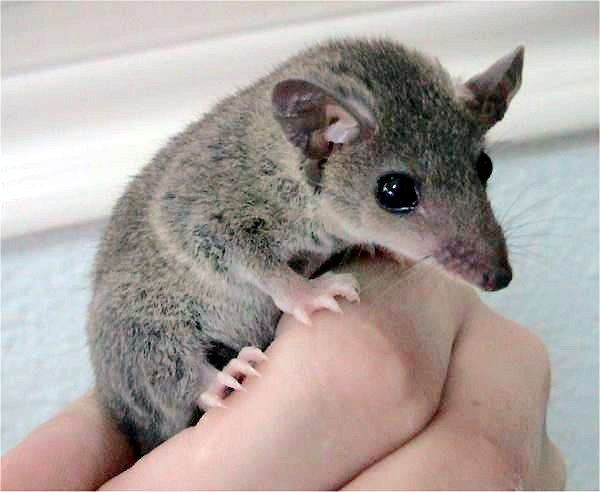
En pungnäbbmus av arten Monodelphis domestica.

Pungråttor (Didelphidae) är en djurfamilj tillhörande underklassen pungdjur, som numera uteslutande förekommer i Amerika, ofta i närheten av människor. Under tertiärtiden fanns de även i Europa. Familjen är den enda nu levande i ordningen Didelphimorphia.
Pungråttor (engelska opossums) skall inte förväxlas med jättepåsråttor (engelska giant pouched rats). De senare är gnagare, lever naturligt i Afrika och tränas bland annat till att finna landminor.

## Kännetecken
Hithörande djur har en storlek som ligger mellan kattens och råttans samt utmärker sig genom en spetsig nos. Kroppslängden (huvud och bål) varierar mellan 8 och 50 centimeter och vikten ligger mellan 13 gram och 5 kilogram. De största individerna finns i släktet Didelphis. Svansen är ofta längre än övriga kroppen och används av flera arter som gripverktyg. Av svansen är de bakre 2/3 delar eller mer naken. Bara hos plymsvanspungråttan är svansen nästan helt täckt med päls. Pälsen är oftast tät, ullig och kort. Pälsens färg varierar mellan de olika arterna. Öronen är vanligen stora, runda och nakna. Fötterna har 5 tår och de bakre har motsättlig stortå utan klo. Hos arter som klättrar i träd finns vanligen en motsättlig tumme. Bakbenen är inte förlängda.
De utmärks också genom förekomsten av det största antalet framtänder (10 övre och 8 undre) hos nutidens däggdjur. Även hörntänderna är starkt utbildade. Tandformeln är I 5/4 C 1/1 P 3/3 M 4/4, alltså 50 tänder.
Pungråttor har ett mycket bra utvecklat immunsystem och vissa individer är helt oemottagliga mot giftet av skallerormar eller vissa näsgropsormar.

## Utbredning och habitat
De flesta arterna förekommer i Syd- och Centralamerika. Arten nordamerikansk opossum ökade sitt utbredningsområde till stora delar av USA samt södra Kanada. De lever i olika habitat, bland annat regnskogar och gräsmarker. Vissa arter, särskild från släktet Didelphis, anpassade sig till människan. De har som kulturföljare ett större utbredningsområde än tidigare. I bergstrakter når de upp till 3000 meter över havet.

## Levnadssätt
Nästan alla är nattaktiva och lever mest ensamma. Ett undantag är släktet pungnäbbmöss (Monodelphis) där individerna kan vara aktiva under skymningen eller under dagen. De flesta klättrar i träden och använder sin svans för att hänga under längre tid vid trädens grenar. Andra arter lever på marken och punguttern har anpassad sig till livet i vatten.
Individer i släktet Didelphis – ofta kallade opossum men ej att förväxla med släktet opossumråttor – har ett unikt sätt att försvara sig genom att spela döda: "playing opossum".

### Föda
Hithörande arter är allätare, insektsätare eller rovdjur. Födan består av djur- och växtämnen, till exempel sniglar, rötter och frukter.

### Fortplantning
Antalet spenar varierar mellan 5 och 27. Pungens (marsupium) utbildning är mycket olika. Medan den hos några arter är fullständig utvecklad och djup, består den hos andra bara av två sidoveck eller saknas fullständigt. Dräktigheten varar i endast 12 till 14 dagar och är en av de kortaste av alla däggdjur. Många ungar föds åt gången och ungarna utvecklar sig fort. Pungråttor kan bli upp till 10 år gamla, men de flesta arterna blir bara mellan ett och två år gamla.

## Utvecklingshistoria
Tidiga fossil som räknas till ordningen Didelphimorphia är kända från sen krita och familjen Didelphidae uppkom troligen under mellersta eocen. Mellan eocen och miocen fanns pungråttor även i Europa. Under miocen dog även det nordamerikanska beståndet ut men pungråttorna återvände vid bildandet av landbryggan vid Panamanäset.

## Systematik
- Familj Didelphidae, med arter i urval[8]
  - Underfamilj Caluromyinae
    - Släkte ullpungråttor (Caluromys)
    - Släkte Caluromysiops
      - svartokspungråtta (Caluromysiops irrupta)

    - Släkte Glironia
      - plymsvanspungråtta (Glironia venusta)

  - Underfamilj Didelphinae
    - Släkte Chacodelphys
      - Chacodelphys formosa

    - Släkte Chironectes
      - pungutter (Chironectes minimus)

    - Släkte Cryptonanus
    - Släkte Didelphis med bland annat nordamerikansk opossum (Didelphis virginiana)
    - Släkte Gracilinanus
    - Släkte Hyladelphys
      - Hyladelphys kalinowskii

    - Släkte Lestodelphys
      - patagonisk pungråtta (Lestodelphys halli)

    - Släkte Lutreolina
      - tjocksvansad pungråtta (Lutreolina crassicaudata)

    - Släkte dvärgpungråttor (Marmosa)
    - Släkte Marmosops
    - Släkte Metachirus
      - brun fyrögonpungråtta (Metachirus nudicaudatus)

    - Släkte Micoureus
    - Släkte pungnäbbmöss (Monodelphis)
    - Släkte Philander
    - Släkte Thylamys
    - Släkte Tlacuatzin
      - Tlacuatzin canescens

Underfamiljen Caluromyinae (utan Glironia venusta) och släktet Glironia godkänns ibland som familjer.